# T팬티

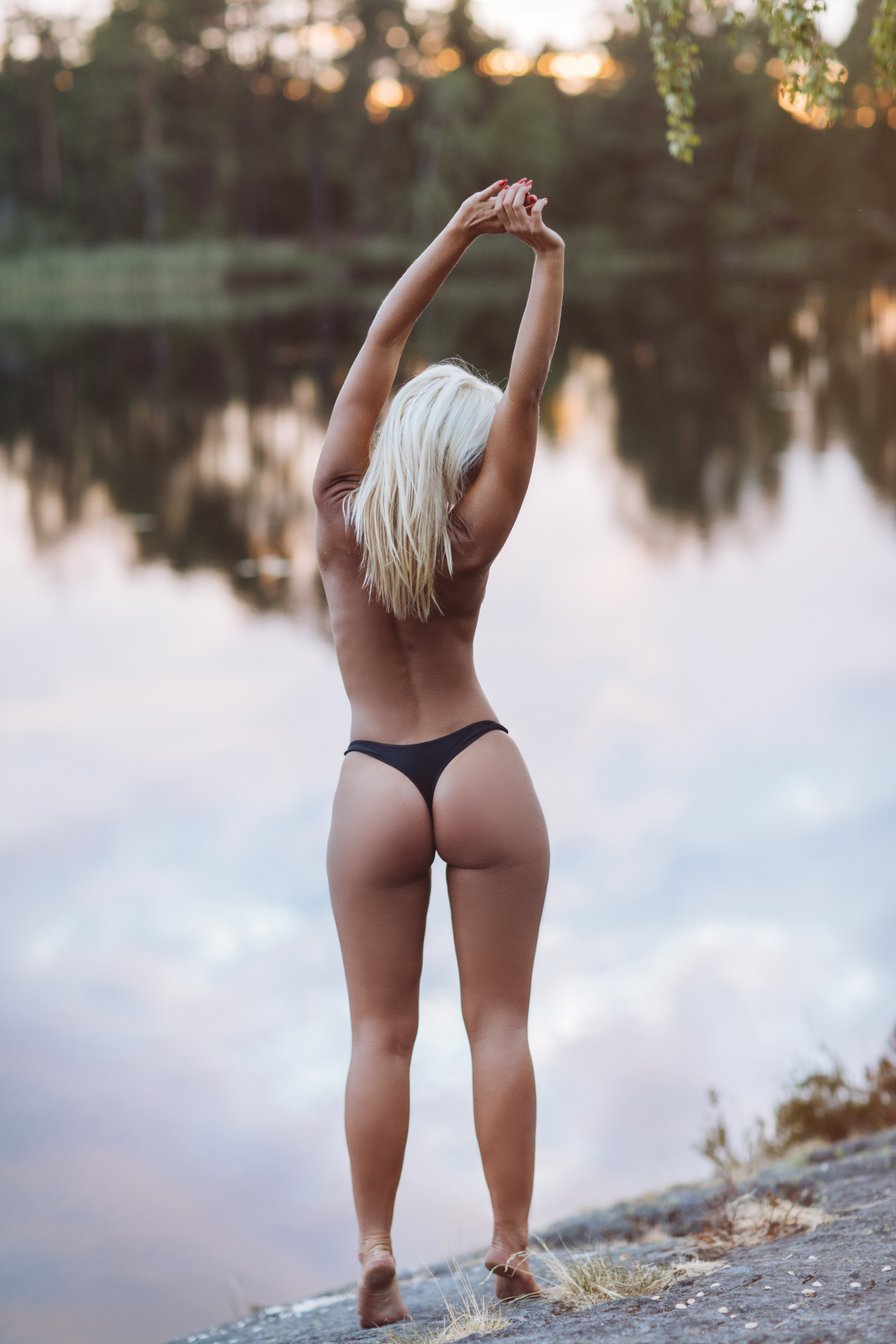
T팬티를 입은 여자의 모습

T팬티는 뒷부분이 T자형으로 나온 속옷이나 수영복을 가리킨다. 남녀 공용이며 원주민들의 전통 의식이나 경기를 위해 착용하기도 한다.
현대적인 T팬티의 앞부분은 일반적으로 비키니 아랫부분과 비슷하지만 뒷부분은 소재가 최소한으로 줄어든다. T팬티는 거의 항상 성기, 항문, 회음을 덮는 반면에 엉덩이의 일부 또는 대부분을 노출하도록 설계되어 있다. 뒷부분은 일반적으로 얇은 허리 밴드와 항문을 덮는 얇은 줄로 구성되어 있다. 엉덩이 사이에 착용할 수 있도록 허리 밴드의 가운데 부분과 다리 사이를 지나가는 하단 앞부분이 서로 연결되어 있다.
G스트링은 T팬티의 유형으로 분류된다. G스트링과 T팬티라는 용어는 서로 바꿔서 사용하는 경우가 많지만 서로 다른 의류를 가리키기도 한다. 모직물은 두께, 재질, 또는 뒷면의 종류에 따라 다양한 스타일을 띠고 있다.

## 같이 보기
- 운동복